# Agustín Auzmendi
Agustín Auzmendi (Adolfo Gonzales Chaves, 1º febbraio 1997) è un calciatore argentino, attaccante del Godoy Cruz.

## Biografia
Ha un fratello minore, Rodrigo, a sua volta calciatore professionista.

## Carriera
È cresciuto nel settore giovanile dell'Acassuso dove ha debuttato nella stagione 2016-2017 in Primera B Metropolitana. Nel gennaio 2022 è stato acquistato dai colombiani del Jaguares ma dopo soli due mesi ha cambiato squadra firmando con l'Olancho in Honduras. Dopo un'ottima stagione dal punto di vista personale che lo ha visto laurearsi capocannoniere del torneo di apertura, è passato al Motagua. Con il club di Tegucigalpa ha giocato due stagioni vincendo il campionato di apertura del 2023 e laureandosi due volta capocannoniere in campionato ed una volta in CONCACAF Central American Cup.
Nel gennaio del 2025, dopo un totale di 53 reti ed altrettanti assist in 80 incontri, ha fatto ritorno in Argentina dove ha firmato con il Godoy Cruz. Ha debuttato in Primera División il 18 febbraio nell'incontro vinto 2-0 contro il Vélez Sarsfield.

## Statistiche

### Presenze e reti nei club
Statistiche aggiornate al 24 febbraio 2025.
| Stagione        | Squadra         | Campionato      | Campionato | Campionato | Coppe nazionali | Coppe nazionali | Coppe nazionali | Coppe continentali | Coppe continentali | Coppe continentali | Altre coppe | Altre coppe | Altre coppe | Totale | Totale | Totale |
| Stagione        | Squadra         | Comp            | Pres       | Reti       | Comp            | Pres            | Reti            | Comp               | Pres               | Reti               | Comp        | Pres        | Reti        | Pres   | Reti   |        |
| --------------- | --------------- | --------------- | ---------- | ---------- | --------------- | --------------- | --------------- | ------------------ | ------------------ | ------------------ | ----------- | ----------- | ----------- | ------ | ------ | ------ |
| 2016-2017       | Acassuso        | PBM             | 3          | 1          | CA              | 0               | 0               | -                  | -                  | -                  | -           | -           | -           | 3      | 1      |        |
| 2017-2018       | Acassuso        | PBM             | 1          | 0          | CA              | 0               | 0               | -                  | -                  | -                  | -           | -           | -           | 1      | 0      |        |
| 2018-2019       | Acassuso        | PBM             | 30         | 5          | CA              | 0               | 0               | -                  | -                  | -                  | -           | -           | -           | 30     | 5      |        |
| 2019-2020       | Acassuso        | PBM             | 15         | 2          | CA              | 1               | 0               | -                  | -                  | -                  | -           | -           | -           | 16     | 2      |        |
| 2021            | Acassuso        | PBM             | 31         | 9          | CA              | 0               | 0               | -                  | -                  | -                  | -           | -           | -           | 31     | 9      |        |
| Totale Acassuso | Totale Acassuso | Totale Acassuso | 80         | 17         |                 | 1               | 0               |                    | -                  | -                  |             | -           | -           | 81     | 17     |        |
| 2022            | Jaguares        | A               | 4          | 0          | -               | -               | -               | -                  | -                  | -                  | -           | -           | -           | 4      | 0      |        |
| 2022-2023       | Olancho         | LN              | 35         | 23         | -               | -               | -               | -                  | -                  | -                  | -           | -           | -           | 35     | 23     |        |
| 2023-2024       | Motagua         | LN              | 41         | 26         | -               | -               | -               | CCAC               | 8                  | 7                  | -           | -           | -           | 49     | 33     |        |
| 2024-2025       | Motagua         | LN              | 23         | 16         | -               | -               | -               | CCAC               | 8                  | 4                  | -           | -           | -           | 31     | 20     |        |
| Totale Motagua  | Totale Motagua  | Totale Motagua  | 64         | 42         |                 | 0               | 0               |                    | 16                 | 11                 |             | -           | -           | 80     | 53     |        |
| 2025            | Godoy Cruz      | PD              | 1          | 0          | CA              | 0               | 0               | -                  | -                  | -                  | -           | -           | -           | 1      | 0      |        |
| Totale carriera | Totale carriera | Totale carriera | 184        | 82         |                 | 1               | 0               |                    | 16                 | 11                 |             | -           | -           | 201    | 93     |        |

## Palmarès

### Club

#### Competizioni nazionali
- Liga Nacional de Honduras: 1

Motagua: 2024 (A)

### Individuale
- Capocannoniere della Liga Nacional de Honduras: 3

2022 (A) - (12 gol), 2023 (A) - (16 gol), 2024 (A) - (13 gol)
- Capocannoniere della CONCACAF Central American Cup: 1

2023 - (7 gol)